# Atletica leggera ai XVII Giochi del Mediterraneo - Lancio del giavellotto maschile
Le gare di atletica leggera nella specialità del lancio del giavellotto maschile si sono tenute il 26 giugno 2013 al Nevin Yanıt Atletizm Kompleksi di Mersin.

## Calendario
Fuso orario EET (UTC+3).
| Data      | Ora   | Turno  |
| --------- | ----- | ------ |
| 26 giugno | 20:10 | Finale |

## Risultati
Gli 8 atleti partecipanti disputano direttamente la finale, con un totale di sei lanci a disposizione per ciascuno. Il migliore dei sei lanci viene registrato come risultato finale.

### Finale
| Pos | Atleta             | Paese     | 1º    | 2º    | 3º    | 4º    | 5º    | 6º    | Risultato | Note |
| --- | ------------------ | --------- | ----- | ----- | ----- | ----- | ----- | ----- | --------- | ---- |
|     | Fatih Avan         | Turchia   | 82,39 | 83,84 | -     | -     | -     | X     | 83,84     |      |
|     | Ihab Abdelrahman   | Egitto    | 82,45 | X     | X     | 73,32 | 76,76 | 78,42 | 82,45     |      |
|     | Spyros Lebesis     | Grecia    | 71,51 | 76,64 | 73,76 | 74,07 | 78,53 | 74,67 | 78,53     |      |
| 4   | Dejan Mileusnić    | Bosnia-E. | 75,58 | 76,74 | 77,27 | 76,23 | 73,49 | 71,73 | 77,27     |      |
| 5   | Matija Kranjc      | Slovenia  | 67,32 | 76,23 | 71,79 | 72,65 | 72,74 | 69,95 | 76,23     |      |
| 6   | Norbert Bonvecchio | Italia    | X     | 62,88 | X     | 67,29 | X     | 72,55 | 72,55     |      |
| 7   | Mustafa Tan        | Turchia   | 70,29 | X     | 70,49 | X     | 68,84 | 70,13 | 70,49     |      |
| 8   | Jérôme Haeffler    | Francia   |       |       |       |       |       |       | -         | DNS  |